# Звери (группа)
«Зве́ри» — российская рок-группа, созданная Романом Билыком в 2000 году. Лауреат премии MTV Россия и премии «Дебют». На премии Муз-ТВ группа побеждала в номинации «Лучшая рок-группа» 9 раз.

## История
Группа «Звери» была создана в 2000 году Романом Билыком, известным под псевдонимом Рома Зверь. Продюсером стал композитор Александр Войтинский, ранее сотрудничавший с продюсером группы «Тату» Иваном Шаповаловым. Музыкантов группы они набрали через объявления в интернете. В 2001 году группа выпустила клип «Для тебя». В 2002 году вышел клип на песню «Просто такая сильная любовь». За клипами последовал дебютный альбом «Голод». Песни из этого альбома «Дожди-пистолеты», «Кольцевая», «Для тебя», «Просто такая сильная любовь» имели успех в хит-параде Чартова дюжина. 11 августа 2002 года группа впервые выступила на фестивале "Нашествие".
В феврале 2004 года группа выпустила второй альбом, «Районы-кварталы», ставший для неё прорывом к известности. Целый ряд видеоклипов транслируются телеканалами Муз-ТВ и MTV Россия: «Всё, что касается», «Напитки покрепче», «Южная ночь». За альбомом следует концертный тур по России и СНГ, продолжающийся почти два года.
В 2005 году выходят ремиксовый альбом «Зверимиксы» и «Звери — Караоке». Начинается запись третьего альбома. Осенью 2005 года в ротации появляется первая песня с будущего диска — «Рома, извини». Позже, всё ещё в 2005 году, группа выпустила сингл из грядущего альбома «Снегопад» и сняла клип на песню «До скорой встречи». Сам альбом под названием «Когда мы вместе, никто не круче» увидел свет в марте 2006 года.
«Звери» получили целый ряд премий. В 2004—2009 годах группа была названа «Лучшей рок-группой» по версии телеканала Муз-ТВ. В 2005 группа получила аналогичную премию от MTV Россия. В 2004 «Звери» получили премию MTV Europe Music Awards как «Лучший исполнитель России».
В 2006 году Рома Зверь выпустил автобиографию под названием «Дожди-пистолеты», где описывается его жизнь в Таганроге до переезда в Москву и создания группы. Наряду с этим наблюдается резкий спад появления на телеэкранах.
В 2007 году выходит клип на песню «Брюнетки и блондинки» из ещё не вышедшего альбома. Меняется состав группы: 1 сентября, по истечении контракта, уходят клавишник Кирилл Антоненко и басист Константин Лабецкий. Их заменили Алексей Любчик (бас-гитара) и Вячеслав Зарубов (клавишные). Гитарист Максим Леонов также должен был покинуть группу, но контракт был продлён.
В конце 2007 года выходит клип на песню «Тебе» из ещё не вышедшего альбома. Песня «Квартира» из альбома «Когда мы вместе, никто не круче» входит в саундтрек «Владивосток-ФМ», одной из радиостанций, доступных в игре Grand Theft Auto IV.
В июле 2008 года выходит клип на песню «Я с тобой» из ещё не вышедшего альбома. В том же году «Звери» становится «Лучшей рок-группой» по версии Муз-ТВ пятый раз подряд.
31 октября 2008 года группа выпускает четвёртый альбом под названием «Дальше», презентовав его в московском клубе «Б1 Максимум». Альбом должен был выйти ещё весной, но готовый материал был испорчен потопом в студии. Группа переехала в новую студию ZveriSoundStudio.
В ноябре 2008 года группа закрывает премию RMA канала MTV Россия со скандалом. Отыграв 10-минутный сет, состоящий из всех старых хитов, Роман Билык завершает выступление показом средних пальцев и уходит, а гитарист Максим Леонов разбивает свою гитару с надписью «No more rock on RMA» посреди сцены.
29 и 30 мая 2009 года прошли 2 акустических концерта в Москве в рамках нового проекта «Близкие Звери» во МХАТе им. Горького. В программе прозвучала песня «Весна» группы «Пекин Роу-Роу» и новая песня «Зверей» — «Микки». Аудиозаписи с этих концертов вошли в концертный альбом группы — «Акустика».
5 июня 2009 года группа «Звери» 6-й раз подряд признана лучшей «рок-группой» по версии Муз-ТВ.
В начале осени 2009 года группу покидает звукорежиссёр Алексей Мартынов, который проработал в группе с самого начала. На смену ему приходит Дмитрий Добрый, работавший до этого с группой «Тараканы!» и певицей Линдой.
В конце сентября 2009 года коллекция концертных клипов («Районы-кварталы», «Танцуй») группы «Звери» пополняется ещё одним творением на песню «Говори». Материалом для клипа послужила видеозапись для DVD, сделанная во время акустических концертов в Москве в конце мая 2009 года.

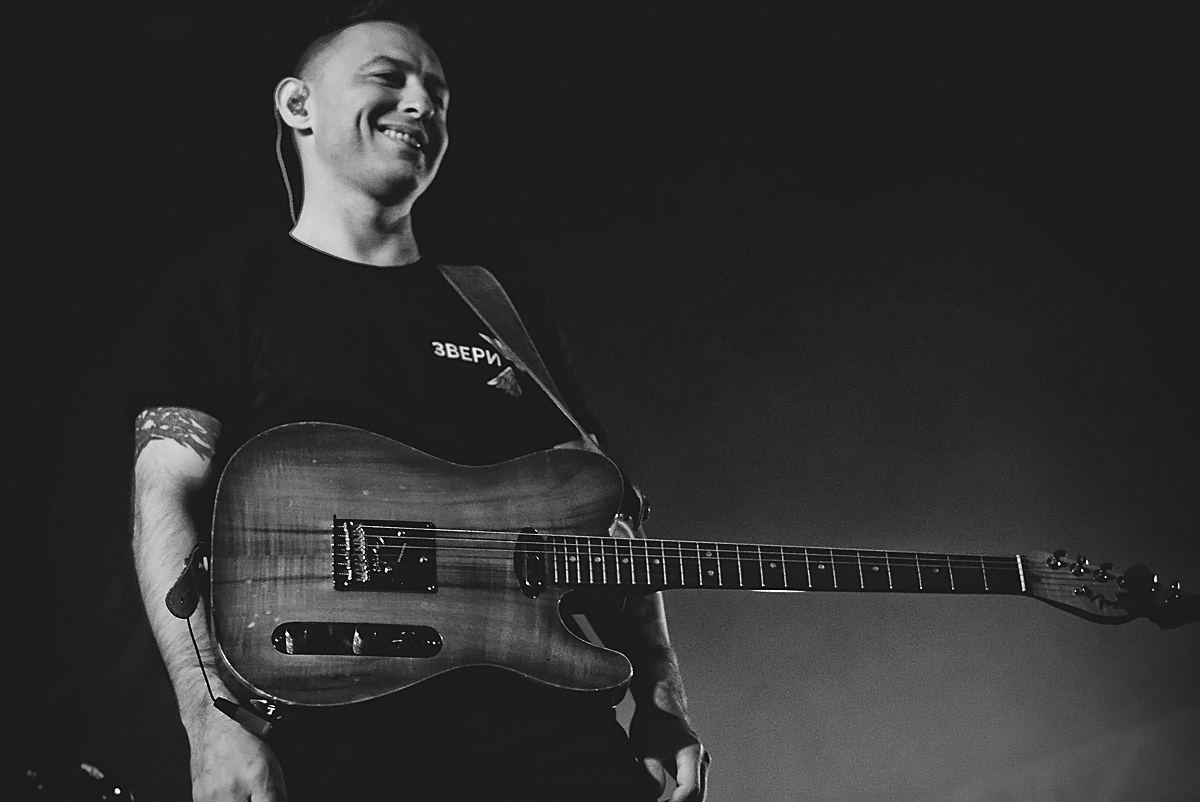
Рома Зверь (Роман Билык) в 2019 году

## Новое десятилетие
К началу 2010 года «Звери» записывают несколько новых песен в Киеве. Они вошли в пятый номерной альбом, выпуск которого был весной 2011 года.
2011 год стал годом 10-летия группы, поэтому «Звери» отметили эту дату масштабно. 2 декабря 2011 года группа отыграла большой концерт в Ледовом Дворце в Санкт-Петербурге и 11 декабря 2011 года в СК «Олимпийский» в Москве.
В январе 2010 года появился клип на песню «Никому», режиссёром которого впервые выступил Роман Билык.
8 марта 2011 года вышел пятый студийный альбом «Музы», в который вошли 12 треков. Среди них «Никому», клип на который был снят в 2010 году,  «Микки», презентованный в рамках акустических концертов в 2009 году, кавер-трибьют на группу «Кино» «Мы ждём перемен», два ремикса на песни «Солнце за нас» и «Микки» и 7 новых треков.
1 июня 2012 года группа «Звери» в седьмой раз получила премию МУЗ-ТВ в номинации «Лучшая рок-группа». В рамках выступления на премии совместно с группой «Каста» группа исполнила хит «Вокруг шум». В конце июля 2012 года вышел клип группы «Звери» на песню «Никуда не надо» из альбома «Музы».
В 2013 году выходит сборник «Лучшие», где собраны лучшие песни из пяти первых альбомов в новой обработке. Музыканты нестандартно подошли и к записи альбома, и к его оформлению. Работа над альбомом проходила в Петербурге летом 2013 года, и все музыканты писались одновременно. Сам альбом состоит из двух дисков в магнитном боксе с обложкой авторства художников Марии и Владимира Семенских. К каждому альбому прикреплены уникальные кадры из клипов группы (для каждого экземпляра вручную отрезались оригинальные плёнки с клипами). Этот сборник входит в топ-3 российского отделения «iTunes», расположившись на 3-м месте, что является лучшим показателем среди русскоязычных альбомов на данный момент.
14 июня 2013 года группа выпустила новый сингл под названием «Молодёжь», на который был сделан видеоклип, записанный на сольном концерте, 27 апреля 2013 года в Москве.
23 апреля 2014 года группа представила новый трек «Лучшее в тебе», а 12 декабря выпустила шестой альбом «Один на один».
В 2015 году Звери получили премию «Лучшая рок-группа» телеканала Муз-ТВ.
Также, в 2014—2015 годах, снимался сериал «Майские ленты» режиссёра Валерии Гай Германики. Песни группы стали саундтреком к этому фильму. Из альбома «Один на один» были взяты песни «Лучшее в тебе» и «Облака из папирос», также, специально для сериала, были написаны «Intro» и «Оставь себе».
1 марта 2016 года группа Звери выпустили седьмой студийный альбом «Страха нет». Альбом записывался при участии лондонских саунд-продюсеров, в числе которых Джерри Бойз, известный по сотрудничеству с The Beatles и The Rolling Stones. Презентация клипа на песню «Муха» состоялась 29 февраля, главную роль сыграла актриса Ирина Горбачёва, режиссёром выступил Рома Зверь. Также клип был снят на песню «Прогулки».
Также Рома Зверь снял клип на песню «Страха нет», где главные роли исполнили люди, которые преодолевают свой собственный страх и делают что-то удивительное: скейтеры, танцовщица pole dance, слеклайнер, брейкдансеры, фаерщица и другие. Летом 2016 года вышел экспериментальный клип на песню «Ты так прекрасна», где Рома Зверь выступил не только в качестве режиссёра, но и оператора, продюсера, монтажёра и сыграл одну из главных ролей вместе с супругой Мариной Королевой. Клип был снят на одну камеру GoPro.
12 июня 2016 года стало известно, что в июле группу покидают Максим Леонов (соло-гитара, бэк-вокал), Алексей Любчик (бас-гитара), Михаил Краев (ударные). Их место заняли музыканты Кирилл Афонин (бас-гитара), Герман Осипов (гитара), Валентин Тарасов (ударные), за клавишами остался Вячеслав Зарубов.
26 марта в Нью-Йорке и 1 апреля в Лос-Анджелесе в 2017 году прошло выступление группы «Звери» с концертной программой «The Best». В программу включены хиты из всех альбомов за пятнадцать лет.
В 2017 году «Звери» выпускают клип на песню «Корабли» из альбома «Страха нет». Это же видео отправляется на конкурс «Окно в Европу» в номинации «Лучшее музыкальное видео», где побеждает.
В 2017 году «Звери» гастролируют с программой «Акустика. Лучшее», а летом того же года «Звери» начинают работу над новым альбомом.
В 2017 году Рома Зверь выпустил вторую автобиографию «Солнце за нас», где описал историю своей группы с самого начала. 15 сентября 2017 года выходит первый мини-альбом «Друзья по палате». В 2018 году Рома Зверь снял клип на песню «Весело», не выходя из квартиры, где эта песня и появилась. 15 марта 2018 года выходит второй мини-альбом группы «Вино и космос» — перед ним 7 марта 2018 года группа выпустила трек «Я — молодец».
Рома Зверь и Герман Осипов (соло-гитарист группы) выступили как музыкальные продюсеры фильма «Лето» (режиссёр Кирилл Серебренников). На 8-й международной премии CANNES SOUNDTRACK, которая проводится в рамках основной программы Каннского кинофестиваля, они были удостоены главной награды за музыкальное оформление картины «Лето». Помимо этого, Рома Зверь сыграл в этом фильме роль Майка Науменко. Саундтрек к этому фильму был выпущен группой в формате мини-альбома «Звери в зоопарке». Также в октябре 2018 года был выпущен мини-альбом «10» — он так называется, так как является десятым по счёту альбомом группы (среди мини-альбомов группы является третьим), а также потому, что был выпущен в десятом месяце.
17 мая 2019 года «Звери» выпустили экспериментальный четвёртый мини-альбом «У тебя в голове».
13 июня 2019 года в сообществе группы «Звери» в социальной сети ВКонтакте был анонсирован клип на песню «Котёнок» из альбома «У тебя в голове». И уже 1 августа клип был выпущен.
17 апреля 2020 года был выпущен альбом «Одинокому везде пустыня». Его особенность в том, что названия всех треков являются названиями рассказов Антона Чехова.
19 мая 2023 года был выпущен 13-й студийный альбом группы «На синем трамвае» всего в альбоме 10 песен, 2 из них были выпущены ранее.
12 сентября 2024 года коллектив сообщил о выпуске нового альбома под именем «Фолк».
29 января 2025 года, на 165 лет со дня рождения Чехова, группа выпустила песню под названием «Жозефина Павловна».

## Состав

### Нынешний состав
- Роман Билык («Рома Зверь») — вокал, акустическая гитара, ритм-гитара; продюсер (2000—наши дни)
- Вячеслав Зарубов — клавишные (2007—наши дни)
- Герман Осипов («Албанец») — соло-гитара, акустическая гитара (2016—наши дни)
- Валентин Тарасов — ударные (2016—наши дни)
- Кирилл Джалалов — бас-гитара (2021—наши дни)

### Бывшие участники
- Владимир Хоружий — гитара (2001—2003)
- Андрей Гусев («Густав») — бас-гитара (2001—2003)
- Кирилл Антоненко («Кирбас») — клавишные (2001—2007)
- Михаил Краев («Пчёлка») — ударные (2001—2016) († 22.04.2022)
- Максим Леонов — соло-гитара, бэк-вокал (2003—2007, 2007—2016)
- Константин Лабецкий — бас-гитара (2003—2007)
- Алексей Любчик — бас-гитара (2007—2016)
- Кирилл Афонин — бас-гитара (2016—2021)

## Дискография

### Студийные альбомы
- 2003 — Голод
- 2004 — Районы-кварталы
- 2006 — Когда мы вместе, никто не круче
- 2008 — Дальше
- 2011 — Музы
- 2014 — Один на один
- 2016 — Страха нет
- 2023 — На синем трамвае
- 2024 — Фолк

### Мини-альбомы
- 2017 — Друзья по палате
- 2018 — Вино и космос
- 2018 — 10
- 2019 — У тебя в голове
- 2020 — Одинокому везде пустыня
- 2021 — Очень

### Саундтрек-альбомы
- 2015 — Майские ленты (мини-сериал «Майские ленты»)
- 2018 — Звери в зоопарке (фильм «Лето»)

### Компиляции
- 2005 — Миксы[2] (ремикс-альбом)
- 2005 — Караоке (инструментальный-альбом)
- 2013 — Лучшие (сборник перезаписанных песен)
- 2014 — Всё лучшее в одном (сборник)

### Концертные альбомы
- 2009 — Акустика (акустический концерт)
- 2020 — Звери на карантине (домашние записи на карантине)

### Синглы
- 2004 — Южная ночь (макси-сингл)
- 2014 — Лучшее в тебе
- 2014 — Молодежь
- 2015 — Клятвы
- 2015 — Прогулки
- 2016 — Ты так прекрасна
- 2020 — Девочка
- 2023 — Чайка
- 2023 — Мечтаем
- 2024 — Маруся
- 2024 — Фолк
- 2025 — Жозефина Павловна

### Радиосинглы
| Год  | Название                | Чарты           | Чарты          | Чарты          | Чарты           | Чарты        | Чарты                 | Чарты            | Альбом                          |
| Год  | Название                | General Airplay | Russia Airplay | Moscow Airplay | Ukraine Airplay | Kiev Airplay | Audience Choice Chart | Итоговый годовой | Альбом                          |
| ---- | ----------------------- | --------------- | -------------- | -------------- | --------------- | ------------ | --------------------- | ---------------- | ------------------------------- |
| 2003 | Дожди-пистолеты         | 65              | -              | -              | -               | -            | -                     | -                | Голод                           |
| 2003 | Всё, что касается       | 8               | 208            | 200            | 138             | 110          | -                     | 101              | Районы-кварталы                 |
| 2004 | Маленькая с             | 100             | -              | -              | -               | -            | -                     | -                | Голод                           |
| 2004 | Районы-кварталы         | 106             | 175            | 69             | 216             | 233          | -                     | -                | Районы-кварталы                 |
| 2004 | Южная ночь              | 30              | -              | 191            | -               | 353          | -                     | -                | Районы-кварталы                 |
| 2004 | Южная ночь (RMX)        | 18              | -              | -              | -               | -            | -                     | 90               | Зверимиксы                      |
| 2004 | Напитки покрепче        | 7               | 261            | 13             | 396             | -            | -                     | 23               | Районы-кварталы                 |
| 2004 | Несе Галя воду          | 189             | -              | -              | -               | -            | -                     | -                | -                               |
| 2005 | Снегопад                | 57              | -              | -              | -               | -            | -                     | -                | Когда мы вместе, никто не круче |
| 2005 | Запомни меня            | 105             | -              | 110            | -               | -            | -                     | -                | Районы-кварталы                 |
| 2005 | Районы Кварталы (Remix) | 109             | -              | -              | -               | -            | -                     | -                | Зверимиксы                      |
| 2005 | Для тебя (S-Fulikon)    | 68              | -              | -              | -               | -            | -                     | 129              | Голод                           |
| 2005 | Рома, извини            | 2               | -              | 4              | -               | -            | 6                     | 45               | Когда мы вместе, никто не круче |
| 2006 | До скорой встречи       | 1               | 221            | 1              | 245             | 264          | 3                     | 1                | Когда мы вместе, никто не круче |
| 2006 | Танцуй                  | 7               | -              | 25             | -               | -            | 6                     | 61               | Когда мы вместе, никто не круче |
| 2006 | Рома, извини (Remix)    | 144             | -              | -              | -               | -            | 69                    | -                | Зверимиксы                      |
| 2007 | Брюнетки и блондинки    | 65              | -              | 96             | -               | -            | 12                    | 170              | Дальше                          |
| 2007 | Тебе                    | 60              | -              | 108            | -               | 204          | 21                    | 144              | Дальше                          |
| 2008 | Я с тобой               | 40              | 439            | 64             | 288             | 17           | 5                     | 78               | Дальше                          |
| 2009 | Я с тобой (Remix)       | 147             | -              | -              | -               | -            | -                     | -                | Дальше                          |
| 2009 | Говори                  | 27              | -              | 33             | -               | 79           | 55                    | 119              | Дальше                          |
| 2010 | Любовь одна виновата    | 20              | 202            | 16             | 155             | 128          | 36                    | 57               | -                               |
| 2010 | Никому                  | 214             | -              | -              | 395             | -            | 155                   | -                | Музы                            |
| 2011 | RnR                     | 165             | 285            | 190            | -               | -            | 144                   | -                | Музы                            |
| 2011 | Кнопки                  | 205             | 474            | -              | 494             | -            | 88                    | -                | Музы                            |
| 2012 | Мы ждём перемен         | 202             | 208            | -              | -               | -            | 59                    | -                | Музы                            |
| 2012 | Солнце за нас           | 120             | 208            | -              | 460             | -            | 28                    | -                | Музы                            |
| 2012 | Никуда не надо          | 80              | 101            | 163            | 86              | 133          | 13                    | 148              | Музы                            |
| 2013 | Молодёжь                | 228             | -              | -              | -               | -            | 87                    | -                | Один на один                    |
| 2013 | Всё впереди             | 166             | -              | -              | 176             | 411          | 106                   | -                |                                 |
| 2017 | Танцуй-2                | -               | -              | -              | -               | -            | -                     | -                | Вино и космос                   |
| 2024 | Небо в алмазах          | -               | -              | -              | -               | -            | -                     | -                | Фолк                            |

«—» песня отсутствовала в чарте

### Рома Зверь
- 2013 — Не плачь (сингл - совместно с певицей «Лампочка»)
- 2020 — Колыбельные (EP)

## Видеография

### Клипы
1. 2001 — «Для тебя»
2. 2002 — «Просто такая сильная любовь»
3. 2003 — «Дожди-пистолеты»
4. 2003 — «Всё, что касается»
5. 2004 — «Маленькая „с“» (анимационный)
6. 2004 — «Южная ночь»
7. 2004 — «Районы-кварталы» (концертный)
8. 2004 — «Напитки покрепче»
9. 2005 — «Трава у дома», дуэт с гр. Земляне (концертный)
10. 2005 — «Рома, извини»
11. 2005 — «До скорой встречи»
12. 2006 — «Танцуй» (концертный)
13. 2007 — «Брюнетки и блондинки»
14. 2007 — «Тебе»
15. 2008 — «Я с тобой»
16. 2009 — «Говори» (концертный)
17. 2010 — «Никому» (концертный)
18. 2012 — «Никуда не надо»
19. 2013 — «Молодёжь»
20. 2015 — «Клятвы»
21. 2015 — «Прогулки»
22. 2016 — «Муха»
23. 2016 — «Страха нет»
24. 2016 — «Ты так прекрасна»
25. 2017 — «Корабли»
26. 2018 — «Весело»
27. 2019 — «Котёнок»

### Концертные записи
Запись живого сольного концерта группы «Звери», состоявшаяся 11 декабря 2004 года в Олимпийском и включающая в себя песни из двух альбомов – «Голод» и «Районы-кварталы».
Tрэклист:
1. Камикадзе
2. За любовь из горлышка
3. Для тебя
4. Пингвины
5. Кольцевая
6. Напитки покрепче
7. Южная ночь
8. Просто такая сильная любовь
9. Молнии
10. О любви
11. Фабрика грёз
12. Районы-кварталы
13. Океаны
14. Всё, что касается
15. Быть добрее
16. Капканы
17. Трамвай
18. Маленькая «с»
19. Дело не в этом
20. Люба
21. Дожди-пистолеты
22. Игра в себя
23. Запомни меня
24. Районы-кварталы

Запись живого сольного акустического концерта группы «Звери», состоявшаяся 29 и 30 мая 2009 года в МХАТе.
Трек-лист:
1. Я с тобой
2. Для тебя
3. Камикадзе
4. Маленькая "с"
5. Просто такая сильная любовь
6. 120
7. Всё что тебя касается
8. Микки
9. Пингвины
10. Дальше
11. Дельфины
12. Говори
13. Напитки покрепче
14. Рома,извини
15. Танцуй
16. Южная ночь
17. Весна
18. Дожди Пистолеты
19. До скорой встречи
20. Брюнетки и блондинки

ЗВЕРИ «Зелёный театр» 2016
1. Муха
2. Я с тобой
3. Клятвы
4. Корабли
5. Для тебя
6. Никуда не надо
7. Просто такая сильная любовь
8. Пацифист
9. Снегурочка
10. Напитки покрепче
11. Серенада
12. Южная ночь
13. Рома, извини
14. Не важно
15. Элвис
16. Лучшее в тебе
17. Игра в себя
18. До скорой встречи
19. Танцуй
20. Дожди-пистолеты
21. Районы кварталы

Звери Северный концерт в Норильске 2007
1. Районы-кварталы
2. Для тебя
3. Все, что касается
4. Пингвины
5. Напитки покрепче
6. Дело не в этом
7. Просто такая сильная любовь
8. Не беда
9. Капканы
10. Танцуй
11. Рома, извини
12. До скорой встречи
13. Дожди-пистолеты
14. Районы-кварталы